# Субаш
Субаш или  Субатчую (на турски: Subaşı) е село в Източна Тракия, Турция, Вилает Истанбул.

## География
Селото се намира на 10 км северно от Чаталджа.

## Личности
Починали в Субаш
- Иван Иванов Парлапанов, български военен деец, капитан, загинал през Балканската война на 9 ноември 1912 година[3]